# Polarisationsprisma
Polarisationsprismen sind optische Prismen, die zur Änderung oder Auswahl des Polarisationszustands von Licht genutzt werden. Als polarisierende Funktionselemente gehören sie zu den Polarisatoren und werden zum Nachweis oder der Untersuchung von linear polarisiertem Licht genutzt.

## Funktionsweise
Die Funktionsweise von Polarisationsprismen beruht auf den doppelbrechenden Eigenschaften von in der Regel schwach absorbierenden Kristallen. Dazu zählen vorwiegend optisch einachsige Materialien wie Calcit (sehr stark doppelbrechend), Quarz oder Turmalin, aber auch synthetische Kristalle aus Ammoniumdihydrogenphosphat (ADP) und Kaliumdihydrogenphosphat (KDP). Fällt ein Lichtstrahl auf die Schnittfläche eines doppelbrechenden Kristalls, so spaltet sich der Strahl in zwei Teilstrahlen auf. Beide Teilstrahlen sind senkrecht zueinander polarisiert und werden abhängig von ihrem optischen Verhalten ordentlicher und außerordentlicher Strahl genannt. Die Aufspaltung erfolgt aufgrund unterschiedlicher Ausbreitungsgeschwindigkeiten und somit unterschiedlicher Brechungsindizes in Abhängigkeit von der Polarisation und der Ausbreitungsrichtung. Der Strahlverlauf wird somit primär von der Lage der Grenzflächen zur optischen Achse des genutzten doppelbrechenden Materials bestimmt.
Im Falle eines einfachen Prismas mit parallelen Ein- und Austrittsflächen (z. B. ein Rhomboeder von Kalkspat), ergäben sich nach dem vollständigen Durchgang zwei parallel versetzte Strahlen unterschiedlicher linearer Polarisation, die beispielsweise durch eine Spaltblende ausgewählt werden könnten. Da die Aufspaltung der beiden Strahlanteile relativ gering ist (im Bereich kleiner 10°), würde man bei Strahlbündeln mit größeren Querschnitten sehr dicke Prismen für eine vollständige Trennung der beiden Anteile benötigen. Dies ist vor allem deshalb bedeutend, da die Kristalle möglichst homogene optische Eigenschaften aufweisen müssen und daher nur Einkristalle mit vergleichsweise geringem Durchmesser zur Verfügung stehen. Da es sich dabei zumeist um natürliche Materialien handelt, sind diese verhältnismäßig teuer. Größere Kristalle könne zudem Platzschwierigkeiten beim Einbau mit sich bringen.
Um eine größere Trennung der beiden Teilstrahlen zu erreichen, werden im Wesentlichen zwei Methoden in gängigen Polarisationsprismen angewendet:
1. in der einen wird eine stärkere seitliche Trennung der Teilstrahlen durch eine Kombination aus zwei doppelbrechenden Prismen erzeugt, um so einen der beiden Strahlen ausblenden zu können,
2. in der anderen wird einer der Strahlen aus dem ursprünglichen Strahlengang durch Totalreflexion an einer Zwischenschicht herausgeleitet

Schematischer Strahlengang im Rochon-Prisma.

Zur ersten Gruppe von Polarisationsprismen gehört das 1801 von Alexis-Marie de Rochon vorgestellte Rochon-Prisma. Es besteht aus zwei winkelgleichen Calcit-Teilprismen (Isländischer Spat), bei denen die optische Achse des einen senkrecht zur Eintrittsfläche und beim anderen parallel zur Austrittsfläche ist. Die beiden Prismen wurden an ihren schrägen Seiten zusammengefügt. Durch den senkrechten Einfall auf die optische Achse beim ersten Teilprisma wird der Lichtstrahl weder hinsichtlich seiner Polarisation noch seiner Wellenlänge (siehe Dispersion (Physik)) aufgespaltet. Erst im zweiten Teilprisma erfolgt eine Ablenkung des außerordentlichen Strahls. Der Grad der Ablenkung ist dabei auch abhängig von der Wellenlänge des Lichts.
Abwandlungen dieses Prinzips sind das Wollaston-Prisma (1820) und das Sénarmont-Prisma (1857), bei denen die optischen Achsen der beiden Teilprismen anders orientiert sind.

Strahlverlauf im nicolschen Prisma.

Bei der anderen Gruppe von Polarisationsprismen wird ein entsprechendes Prisma aus einem doppelbrechenden Material in einer bestimmten Orientierung in zwei Teile geschnitten und wieder durch einen Kleber wie Kanadabalsam zusammengefügt.
Der Schnitt und die Ausbreitungsrichtungen der Strahlen können derart aufeinander abgestimmt werden, dass aufgrund der unterschiedlichen Einfallswinkel auf die Schnittfläche und der unterschiedlichen  Brechungsindizes der beiden Strahlen ein Strahl an der Schnittfläche totalreflektiert und der andere in den zweiten Prismenteil transmittiert wird.
William Nicol veröffentlichte 1828 erstmals ein entsprechendes Prisma bestehend aus einem mit einer dünnen Schicht aus Kanadabalsam zusammengefügten Calcitrhomboeder, dem nicolschen Prisma. Bei diesem Prisma sind beide Teilprismen gleich orientiert und der Kleber Kanadabalsam besitzt einen Brechungsindex (n ≈ 1,54) im Bereich zwischen dem Brechungsindex für den ordentlichen und außerordentlichen Strahl in Calcit.
Es gibt noch weitere Varianten von Polarisationsprismen, die meist auf einem leicht gegenüber dem nicolschen Prisma veränderten Aufbau basieren und so andere optische Eigenschaften erreichen, etwa welcher Strahlteil im ursprünglichen Strahlengang weiterläuft. Sie nutzen beispielsweise Luft als Schicht zwischen den Teilprismen, weisen geänderte Schnitte bezüglich der optischen Achse auf oder nutzen Teilprismen, deren optische Achsen gegeneinander verdreht sind. Die Trennung der beiden Teilstrahlen erfolgt dabei häufig nicht durch Totalreflexion, sondern durch eine entsprechende Strahlablenkung im Kristall. Neben dem nicolschen Prisma sind vor allem das Glan-Thompson-Prisma (1880), das Ahrens-Prisma oder dessen Abwandlung das Nomarski-Prisma zu nennen. Letzteres wird unter anderem in Polarisationsmikroskopen eingesetzt und ermöglicht Untersuchungsverfahren wie den Differentialinterferenzkontrast.
Der Einsatz einer dünnen Zwischenschicht aus Luft hat gegenüber der Verwendung einer Kleberschicht den Vorteil, dass die Funktion des Prismas bei höherer Laserleistung nicht durch die Zerstörung der Kleberschicht beeinflusst wird. Zudem begrenzt das optische Verhalten des Klebers den nutzbaren Spektralbereich, beispielsweise sind sie im UV-Bereich meist nicht nutzbar. Für Leistungsanwendungen werden daher Prismen mit einem Luftspalt (statt der Kleberschicht) eingesetzt, beispielsweise das Glan-Taylor-Prisma.